# Lohen Forest Park
Der Lohen Forest Park ist ein Waldgebiet im westafrikanischen Staat Gambia.

## Topographie
Das 85 Hektar große Waldgebiet liegt in der North Bank Region im Distrikt Lower Niumi und wurde wie die anderen Forest Parks in Gambia zum 1. Januar 1954 eingerichtet. Das Gebiet liegt 19 Kilometer nordöstlich von Barra. Das Gebiet liegt rund eineinhalb Kilometer nördlich der North Bank Road, Gambias zweitwichtigster Fernstraße.